# چایا (هند)
چایا (به انگلیسی: Chhaya) یک منطقهٔ مسکونی در هند است که در Porbandar Taluka واقع شده‌است. چایا ۴۷٬۶۹۹ نفر جمعیت دارد.